# Puerto Alegria
Puerto Alegria là một khu tự quản thuộc tỉnh Amazonas, Colombia. Thủ phủ của khu tự quản Puerto Alegria đóng tại Puerto Alegria Khu tự quản Puerto Alegria có diện tích ki lô mét vuông. Đến thời điểm ngày 28 tháng 5 năm 2005, khu tự quản Puerto Alegria có dân số người.